# Euophrys namulinensis
Euophrys namulinensis är en spindelart som beskrevs av Hu 200. Euophrys namulinensis ingår i släktet Euophrys och familjen hoppspindlar. Inga underarter finns listade i Catalogue of Life.